# Hewell Grange
Hewell Grange är ett engelskt country house som ligger i Tardebigge i Worcestershire, West Midlands i England. Hewell Grange har kallats för "ett av de viktigaste engelska country house från sent 1800-tal" och det byggdes om av George Frederick Bodley och Thomas Garner mellan 1884 och 1891 för Robert Windsor-Clive, 1:e earl av Plymouths räkning. Parken runtomkring skapades av Lancelot "Capability" Brown och Humphry Repton och den är omnämnd i National Register of Historic Parks and Gardens. Sjön vid herrgården har blivit utsedd till en Site of Special Scientific Interest (SSSI). Det finns även ett Great Western Railway-ånglok med nummer 6839 som går under namnet Hewell Grange.
Marken runt Hewell Grange var tidigare en del av klostret Bordesley Abbey, men vid klosterupplösningen överläts fastigheten till Thomas Windsor Hickman. Släkten Windsor-Clive ägde sedan fastigheten fram till 1900-talet, då den såldes till staten. Byggnaden användes som ett slags ungdomsfängelse mellan 1946 och 1991 innan det gjordes om till ett fängelse, av typen öppen anstalt, vid namn HM Prison Hewell.